# Serra do Monte Cristo
A Serra do Monte Cristo é uma cadeia montanhosa brasileira que se estende por aproximadamente 120 092 hectares ao longo do Parque Estadual Serra de Santa Bárbara.